# Axelklaff m/1895-1899

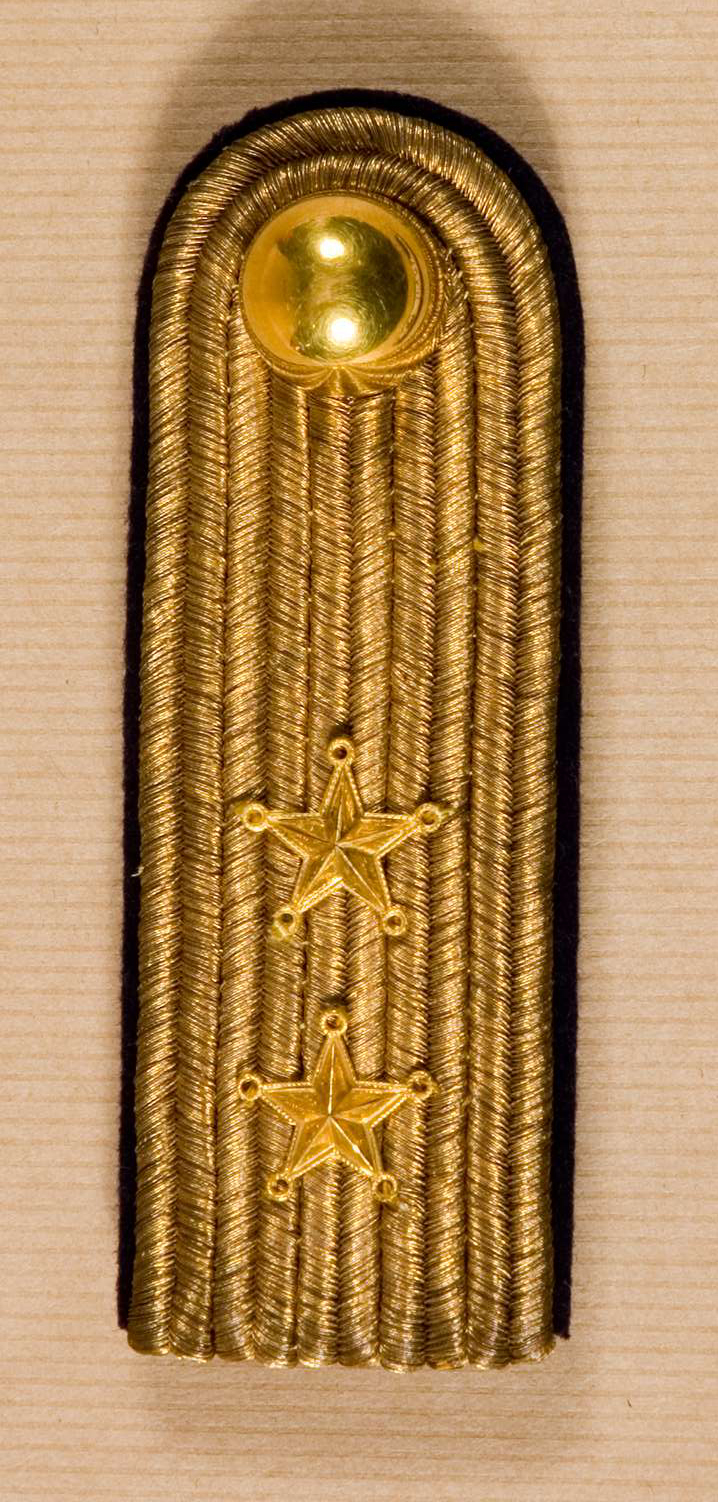
Axelklaff m/1895 för kompaniofficer (löjtnant) vid Karlskrona grenadjärregemente (I 7).

Axelklaff m/1895-1899, eller numera kallad axelklaff m/1895-1899-2009 efter smärre justeringar, är en axelklaff som används inom Försvarsmakten.

## Utseende
Denna axelklaff har en 40 mm bred och 130 mm lång hård stomme som förses med en matta i foder vilket är i samma färg och tyg som vapenrockens krage (m/1886 eller m/1895). Officerare från majors grad och uppåt har två flätade beläggningssnören i silver medan underofficerare från 1:e sergeants grad till och med officerare med kaptens grad har fem stycken icke flätade.  Till detta tillkommer namnchiffer m/1974 och för musiker lyra m/1906 samt gradbeteckning i form av stjärnor och stjärnknappar i guld.
Officerare från övriga förband bär axelklaffar i guld med gradbeteckningar, även de i guld, med botten i samma färg som kragen. Reservofficerare anlägger gradbeteckningar i silver.

## Användning enligt 2009 års reglemente
Den nuvarande axelklaff m/1895-1899-2009 bärs av officerare och specialistofficerare från och med Sergeants grad och uppåt vid Livgardet (där den 1994 återinfördes efter att ha tagits ur bruk 1932) och Försvarsmusiken. Manskap och gruppbefäl till och med Överfurirs grad vid ovanstående förband bär istället en axelklaff utan gradbeteckning som sitter fast i själva vapenrocken. 
Officerare vid Livgardet får även bära denna axelklaff till mässdräkt m/1986. Övriga förband bär motsvarande axelklaffshylsa modell äldre.

### Officerare
| Överste         | ★★★ Tre stjärnor | Axelträns |
| Överstelöjtnant | ★★ Två stjärnor  | Axelträns |
| Major           | ★ En stjärna     | Axelträns |
| Kapten          | ★★★ Tre stjärnor | Axelklaff |
| Löjtnant        | ★★ Två stjärnor  | Axelklaff |
| Fänrik          | ★ En stjärna     | Axelklaff |

### Specialistofficerare
| Regementsförvaltare | ☆☆ Två stjärnknappar  | Axelträns |
| Förvaltare          | ☆ En stjärnknapp      | Axelträns |
| Fanjunkare          | ☆☆☆ Tre stjärnknappar | Axelklaff |
| Översergeant        | ☆☆ Två stjärnknappar  | Axelklaff |
| Sergeant            | ☆ En stjärnknapp      | Axelklaff |

## Fotografier

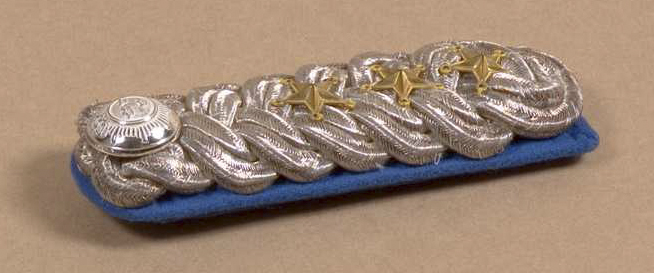
Axelklaff m/1895 för överste vid trängen. En vävd axelträns i silver med tre stjärnor i guld. Botten i ljusblått och en knapp för trängen.
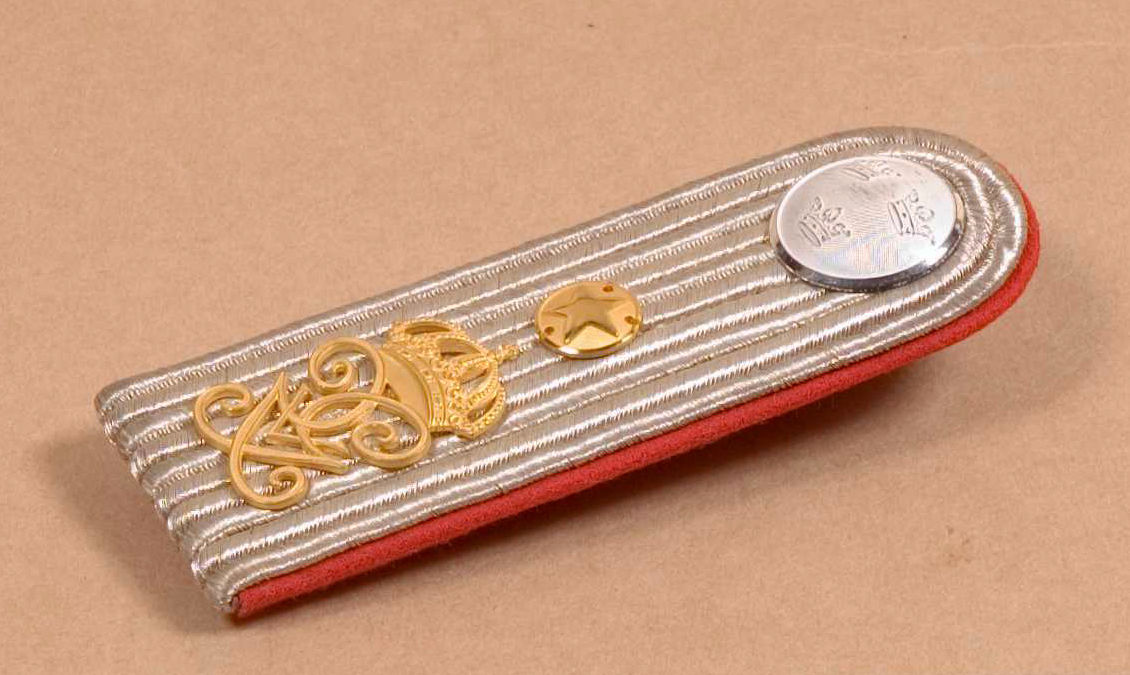
Axelklaff m/1895-1907 för (dåtidens) sergeant, idag 1:e sergeant, vid Göta livgarde (I 2). En axelklaff i silver med en stjärnknapp i guld. Botten i rött och en knapp för Göta livgarde. Namnchiffret står för Gustav V.